# Finsk-ugriska språk

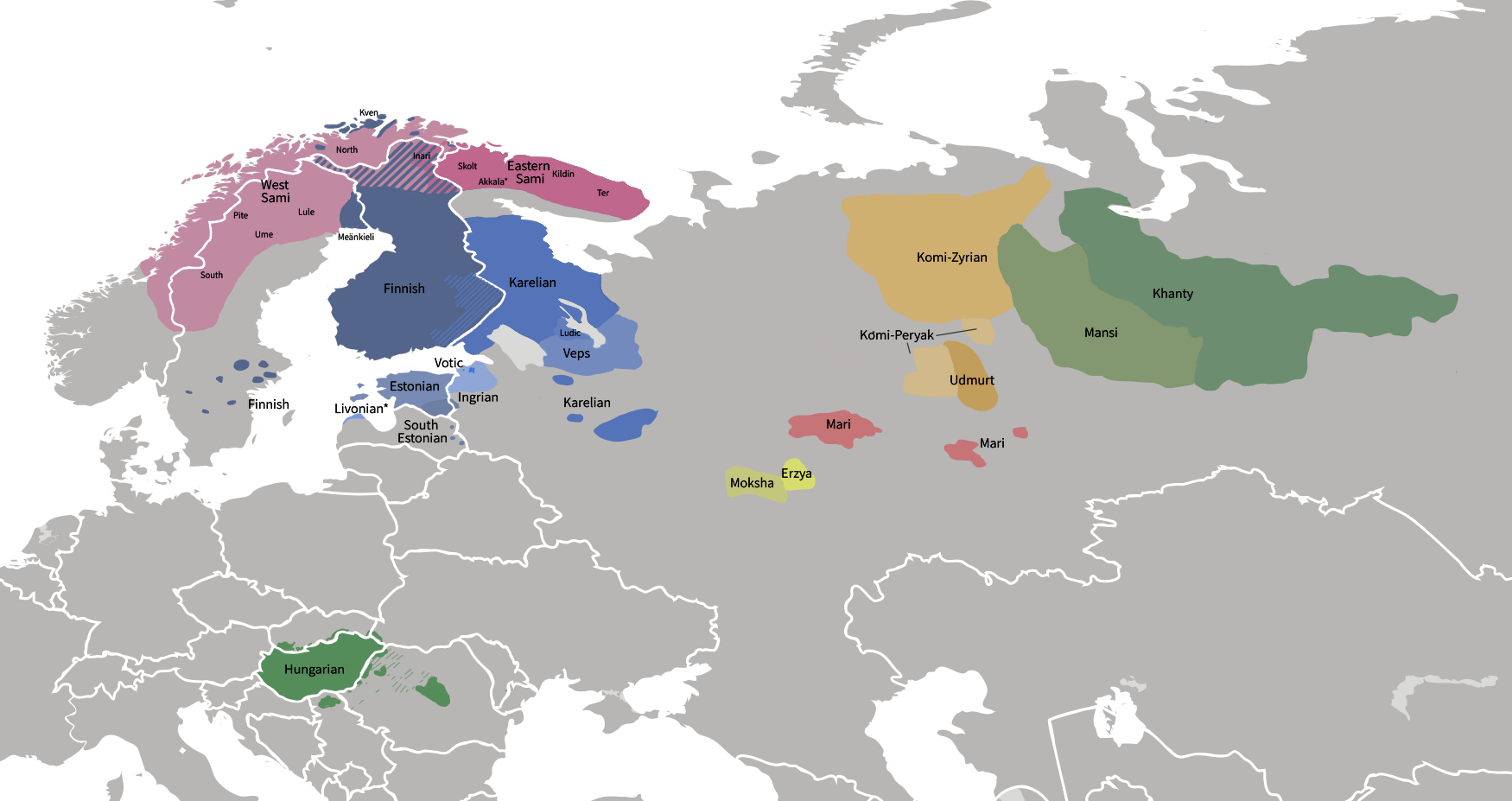
De finsk-ugriska språken.

Finsk-ugriska språk är en grupp besläktade språk inom den uraliska språkfamiljen som huvudsakligen talas i skogsbältet från floden Ob och västerut. De finsk-ugriska språken är tillsammans med turkspråken, baskiskan, kalmuckiskan, nentsiska, de kaukasiska språken och maltesiskan de enda språken i Europa som inte tillhör den indoeuropeiska språkfamiljen. I allmänhet är de finsk-ugriska språken kasusrika och använder gärna agglutination. Huvudgrenar av närbesläktade språk inom den heterogena finsk-ugriska gruppen är de östersjöfinska, samiska, volgafinska och permiska språken inom den finska grenen, och så de ugriska språken.
De mest kända finsk-ugriska språken är ungerskan (13,6 miljoner talare), finskan (5,2 miljoner) och estniskan (1,1 miljon). Dessa tre är de enda finsk-ugriska språken som har ställning som nationalspråk.
Samiskan bildar en grupp om 10 språkvarieteter med omkring 23 000 talare, som huvudsakligen bor i Norge och Sverige, men också i Finland och på Kolahalvön. Liviskan är ett nästan utdött språk i Lettland, som är nära besläktat med finskan. Alla andra finsk-ugriska språk har sina utbredningsområden i nuvarande Ryssland.
I Ryssland finns i en bred zon bort till Kolahalvön språken votiska, ingriska (båda nästan utdöda), vepsiska (6 000 talare) och karelska (128 000, främst i den autonoma republiken Karelen). En annan geografisk grupp finns i centrala Volgaområdet, där det finns autonoma republiker med språken mordvinska (med 800 000 talare det största finsk-ugriska språket i Ryssland), mari (även kallat tjeremissiska, 600 000 talare) och udmurtiska (565 000 talare). Längre åt norr finns komi med varieteterna syrjänska och permjakiska, som tillsammans har ungefär 400 000 talare. Vissa författare betraktar syrjänska och permjakiska som separata språk.
Öster om Uralbergen talas de båda ob-ugriska språken chantiska (eller ostjakiska; 12 000 talare) och mansiska (eller voguliska; 3 000 talare) i det autonoma distriktet Chantien-Mansien. De är ungerskans närmaste släktingar, men ungerskan har trängt mycket längre åt väster; chantiska, mansiska och ungerska bildar tillsammans den ugriska undergruppen.

## Språkträd
Det råder konsensus om att den uraliska språkfamiljen är väletablerad av den jämförande språkforskningen. Inom familjen finns nio väletablerade grupper som var och en omfattar besläktade språk eller språkliga varieteter som är närmare besläktade med varandra än några utomstående språk:
- samiska
- östersjöfinska
- mordvinska
- mariska
- permiska
- ungerska
- mansiska
- chantiska
- samojediska[17]

Hur dessa nio grupper skall förbindas i ett binärt språkträd är omtvistat. Den traditionella uppfattningen som presenteras i handböcker som Hajdú Péter (1975) är följande:
- uraliska splittrades i samojediska och finsk‑ugriska
  - finsk-ugriska splittrades i ugriska och finsk‑permiska
    - ugriska splittrades i ungerska och ob‑ugriska
      - ob‑ugriska splittrades i mansiska och chantiska

    - finsk‑permiska splittrades i permiska och finsk‑volgiska
      - finsk‑volgiska splittrades i volgafinska och finsk‑samiska
        - volgafinska splittrades i mariska och mordvinska
        - finsk‑samiska splittrades i östersjöfinska och samiska

Nedanstående språkträd är i huvudsak baserat på den traditionella uppfattningen, med vissa nordkalotts‑specifika tillägg rörande finska språkliga varieteter. Många noder i språkträdet är som nämnts ovan omstridda. Den samiska grenens ställning medges vara svårutredd även i traditionella översikter som Hajdú Péter (1975, sidorna 205–208). Dessutom har språkträdsmodellens användbarhet och giltighet ifrågasatts. En annan modell är vågmodellen, enligt vilken (geografisk och språkligt) närliggande språkliga varieteter påverkar varandra på ett sätt som kan upphäva trädmodellens antagande om upprepade och irreversibla tudelningar.
Den samojediska språkgrenen medtas i detta avsnitt trots att den oftast räknas som en systergrupp till de finsk‑ugriska språken inom den uraliska familjen. Orsaken är att den första förgreningen inom uraliska språk – mellan samojediska å ena sidan och finsk‑ugriska å den andra – inte är helt bevisad.
- Uraliska språk
  - Finsk-ugriska språk
    - Ugriska språk
      - ungerska
      - Ob-ugriska språk
        - mansiska (ostjakiska)
        - chantiska (voguliska)

    - Finsk-permiska språk
      - Permiska språk
        - udmurtiska (votjakiska)
        - komi Varieteter: Syrjänska, permjakiska och jazva.

      - Finsk-volgiska språk
        - Volgafinska språk
          - mariska Varieteter: ängsmari och bergsmari.
          - Mordvinska språk
            - erzya
            - moksja

        - Finska-samiska språk
          - Östersjöfinska språk
            - estniska
              - sydestniska
                - võro
                - setu

            - Finska språkliga varieteter
              - finska
              - meänkieli (tornedalsfinska)
                - gällivarefinska
                - torneälvdalsfinska

              - kvänska
              - ingermanlandsfinska

            - ingriska
            - karelska
              - livvi
              - tverkarelska

            - liviska
            - vepsiska
            - votiska

          - Samiska
            - Västsamiska
              - lulesamiska
              - nordsamiska
              - pitesamiska

            - Sydsamiska språk
              - sydsamiska
              - umesamiska

            - Östsamiska
              - akkalasamiska
              - enaresamiska
              - kajanasamiska (kainuusamiska)
              - kildinsamiska
              - skoltsamiska
              - tersamiska

  - Samojediska språk
    - Nordsamojediska
      - entsiska (jenisejsamojediska)
        - skogsentsiska
        - tundraentsiska

      - nentsiska (jurakiska)
      - nganasaniska (tavgisamojediska)

    - Sydsamojediska
      - kamassiska
      - selkupiska (ostjaksamojediska)

”Språken” i ovanstående lista har urskiljts med skiftande kriterier. Vissa, som ungerska, är klart avskilda avståndsspråk och utbyggnadsspråk; andra är närmast dialekter med obetydligt Abstand till de närmast besläktade. Ett språk som nutida finska är ett utbyggnadsspråk som är takspråk över finska dialekter. Dessa dialekter är i ursprunglig form lika särpräglade som vissa finska varieteter som meänkieli, som räknas som ett språk av skäl som delvis är politiska.

## Finsk-ugriska ordjämförelser
Ett intryck av släktskapsgraden mellan enskilda finsk-ugriska språk ges av följande tabeller med utvalda finsk-ugriska ordjämförelser (lexikaliska jämförelser). De huvudsakliga källorna till dessa tabeller är den uraliska etymologiska ordboken av Károly Rédei (1988).
Den särskilda närheten mellan chantiskan och ungerskan, vilka båda är ugriska språk, visar sig inte utan vidare ur tabellen, utan framträder först när man tillämpar mer subtila lingvistiska tekniker.
Den finsk‑ugriska grenen av de uraliska språken har etablerats i huvudsak med lexikaliska data som nedanstående ordjämförelser. Allmänt kan sägas att det är svårt att visa på en tydlig språkträdsstruktur bland de finsk‑ugriska språken på nivåerna mellan det hypotetiska uraliska urspråket och de nio säkra grupperna som nämndes ovan. Fonologiska, morfologiska och syntaktiska data ger otillräcklig ledning, enligt forskning som gjorts efter att det traditionella språkträdets struktur etablerades på 1800‑talet.
Finsk-ugriska ordjämförelser I: Substantiv
| Betydelse  | Finska | Estniska | Nordsamiska | Mordvinska | Mari  | Udmurtiska | Komi   | Chantiska | Mansiska | Ungerska |
| ---------- | ------ | -------- | ----------- | ---------- | ----- | ---------- | ------ | --------- | -------- | -------- |
| åder, sena | suoni  | soon     | suodma      | san        | šün   | sen        | sen    | jan       | tεn      | ín       |
| öga        | silmä  | silm     | čalbme      | sel'me     | činca | –          | sin    | sem       | šäm      | szem     |
| hjärta     | sydän  | süda     | tšade       | sedej      | šüm   | sulem      | selem  | šem       | šäm      | szív     |
| huvud      | pää    | pea      | –           | pä         | –     | puŋ        | pom    | –         | päŋ      | fej, fő  |
| hand       | käsi   | käsi     | gietta      | ked        | kit   | ki         | ki     | köt, ket  | kät      | kéz      |
| blod       | veri   | veri     | varra       | ver        | wər   | ver        | vir    | wer       | wür      | vér      |
| fot, ben   | jalka  | jalg     | juolgi      | jalgo      | jal   | –          | –      | –         | –        | gyalog   |
| knä, tråd  | syli   | süli     | salla       | säl        | šəl   | sul        | syl    | jöl       | täl      | öl       |
| fisk       | kala   | kala     | guolli      | kal        | kol   | –          | –      | kul       | kol      | hal      |
| lus        | täi    | täi      | dik'ke      | –          | ti    | tej        | toj    | tögtəm    | täkəm    | tetü     |
| mus        | hiiri  | hiir     | –           | čejer      | –     | šir        | šyr    | jönkər    | täŋker   | egér     |
| träd, trä  | puu    | puu      | –           | –          | pu    | pu         | pu     | –         | -pe      | fa       |
| is         | jää    | jää      | jieegŋa     | ej         | ij    | je         | ji     | jöŋk      | jöŋk     | jég      |
| vatten     | vesi   | vesi     | –           | ved        | wət   | vu         | va     | –         | wit      | víz      |
| hus, hydda | kota   | koda     | –           | kudo       | kuδə  | ka, ko     | ka, ko | kat       | –        | ház      |

Finsk-ugriska ordjämförelser II: Verb, räkneord, pronomen
| Betydelse   | Finska | Estniska | Nordsamiska | Mordvinska | Mari   | Udmurtiska | Komi  | Chantiska | Mansiska | Ungerska   |
| ----------- | ------ | -------- | ----------- | ---------- | ------ | ---------- | ----- | --------- | -------- | ---------- |
| gå          | mennä  | mine     | manna       | –          | mije   | min        | mun   | men       | min      | menni      |
| känna, veta | tuntea | tunde    | dow'da      | –          | –      | todi       | ted   | –         | –        | tudni      |
| ge          | antaa  | anda     | –           | ando       | –      | ud         | ud    | –         | –        | adni       |
| ett         | yksi   | üks      | ok'ta       | vejke      | ik(te) | ok         | et    | it        | ük       | egy        |
| två         | kaksi  | kaks     | guokte      | kavto      | kok    | kik        | kik   | kät       | kit      | két, kettő |
| tre         | kolme  | kolm     | golbma      | kolmo      | kəm    | kwin       | kujim | koləm     | korəm    | három      |
| fyra        | neljä  | neli     | njaelje     | nile       | nəl    | nil        | nol   | nelə      | nili     | négy       |
| fem         | viisi  | viis     | vitta       | vete       | wəc    | vit        | vit   | wet       | ät       | öt         |
| sex         | kuusi  | kuus     | gut'ta      | koto       | kut    | kwat'      | kvat  | kut       | kat      | hat        |
| hundra      | sata   | sada     | čuotte      | sado       | šüδə   | su         | so    | sat       | šat      | száz       |
| vem         | ken    | ke(s)    | gi, kä      | ki         | ke, kü | kin        | kin   | –         | –        | ki         |

## Äldsta belägg och skriftspråk
Ungerskan är det finsk-ugriska språk som har de äldsta skriftliga beläggen. Efter de första spridda enstaka orden i texter på andra språk är ett liktal från omkring 1200 det äldsta belägget. Det består av 38 delar och har ett omfång på 190 ord. Omkring 1300 följer en fornungersk Mariaklagan (en planctus), en konstnärligt värdefull efterdiktning av en latinsk text, det första ungerska sammanhängande diktverket.

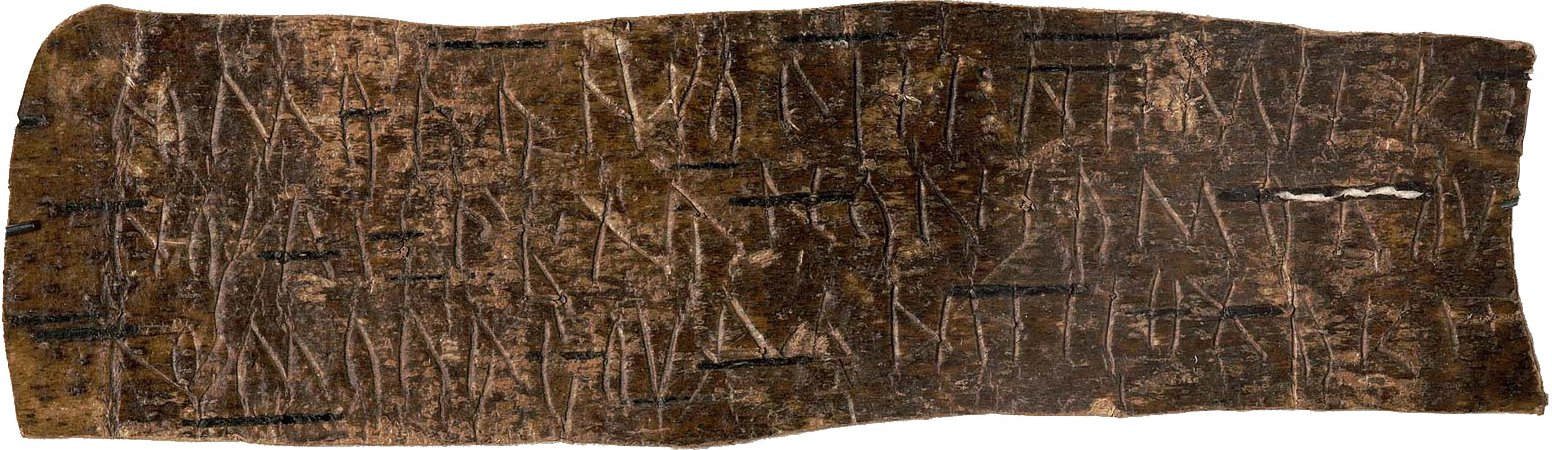
Näverdokument 292

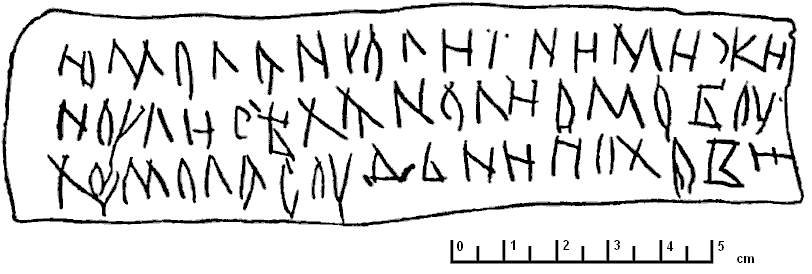
Transkription av dokumentet

Det äldsta karelska språkminnesmärket härstammar från 1200-talet och är en mycket kort text skriven på björkbark, Näverdokument 292. Fornpermiska, en tidig form av komi, fick på 1300-talet genom missionären Stefan ett eget alfabet, som baserades på grekiska alfabetet och kyrilliska alfabetet. Den äldsta estniska boken trycktes 1525, men har inte bevarats. Den äldsta bevarade estniska texten är 11 sidor ur en religiös kalender som trycktes 1535. Den finska litteraturen börjar 1544 Mikael Agricolas Rukouskirja Bibliasta, och 1548 följde hans översättning av Nya testamentet. De äldsta samiska texterna härstammar från 1600-talet.

## Klassificeringens historia och den nutida diskussionen

### Tidiga försök

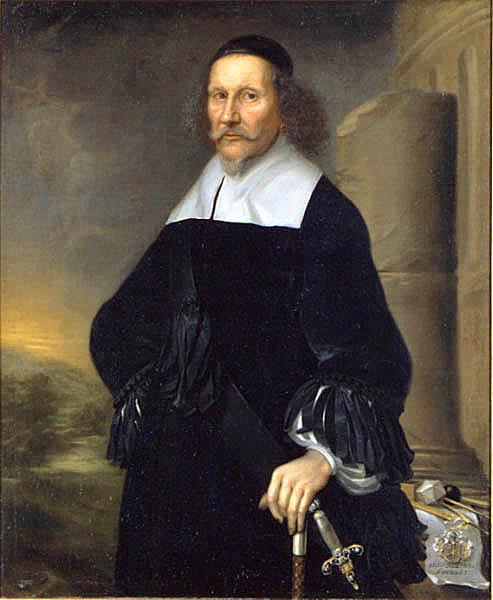
Georg Stiernhielm

De tidigaste exemplen på att man ansett att de språk som nu kallas finsk-ugriska var besläktade går tillbaka ända till slutet av 800-talet. Den nordnorske jorddrotten Ottar berättar om likheten mellan samiskan och karelskan vid Vitahavskusten. På 1400-talet blev förbindelser mellan ungerskan och chantiskan-mansiskan kända, visserligen troligen mindre på lingvistisk grund än genom namnlikheten "Ugria" och "Hungaria". Ytterligare viktiga stationer: 1671 anmärkte svensken Georg Stiernhielm den nära släktskapen mellan estniskan, samiskan och finskan, och dessutom insåg han en avlägsnare förbindelse mellan denna grupp och ungerskan. 1717 konstaterade Johann Georg von Eckhart i Leibniz' samlingsverk Collectanea Etymologica därutöver relationen mellan samojediskan och de finska och ugriska språken.

### Strahlenberg och Schlözer
År 1730 klassificerade svensken Philip Johan von Strahlenberg de finsk-ugriska språken med undantag av samiskan. År 1770 utvidgade den tyske historikern August Ludwig von Schlözer med de samiska komponenterna. Därmed fanns den i det väsentliga ännu idag accepterade indelningen av den finsk-ugriska språkfamiljen redan sex år före William Jones berömda tal, som lägger grunden till den indoeuropeiska jämförande språkforskningen.

### Sajnovics och Gyarmathi
Ytterligare konsoliderande steg är de arbeten som publicerades av ungrarna János Sajnovics 1770 och Sámuel Gyarmathi 1799. Sajnovics gjorde en jämförande studie av ungerskan och samiskan, Demonstratio idioma Hungarorum et Lapponum idem esse, där han fäster särskild vikt vid grammatiska överensstämmelser. I sitt verk Affinitas linguae Hungaricae cum linguis Finnicae originis grammatice demonstrata fortsätter Gyarmathi med Sajnovics metod att i första hand utgå från grammatiska överensstämmelser, och tillämpar den på hela den finsk-ugriska språkfamiljen.

### Nyare indelningsteser
Mot slutet av 1900-talet började vedertagna uppfattningar – som tudelningen av finsk-ugriskan i en finsk-permisk och en ugrisk komponent – ifrågasättas. Ett vidare problem är inordningen av samiskan. Följande utsagor kan räknas som allmänt accepterade:
Underenheter av finsk-ugriskan är 
- Östersjöfinska (med finska, estniska, karelska, vepsiska, ingriska, votiska, liviska)
- Samiska (med 10 språk eller dialekter)
- Permiska (med udmurtiska och komi) och
- Ugriska (med ungerska och Ob-ugriska med chantiska och mansiska)

Den lingvistiska bevisningen för den ugriska enheten har visat sig vara ytterst svår och har nyligen bestridits igen av Marcantonio 2002.[källa behövs]
Ofta – men inte av alla forskare – sammanfattas mari och mordvinska till en enhet "volgafinska" och östersjöfinskan med samiskan till "samisk-finska". De finsk-ugriska språk som inte hör till de ugriska har betraktats och betraktas fortfarande av de flesta forskare som en genetisk enhet "finsk-permiska språk".

## Språklig karakteristik

### Typologiska kännetecken
Typologiskt har de finsk-ugriska språken en stor bredd. Ändå är vissa egenskaper förhärskande eller vitt utbredda: en rik agglutinerande morfologi med monosemantiska suffix, särskilt ett rikhaltigt kasussystem med upp till 20 kasus, grundordföljd SOV (i de västliga finsk-ugriska språken ofta SVO genom inflytande från andra språk), negation genom ett flekterbart hjälpverb, ursprungligen en liten benägenhet för numerusmarkering, vokalrikedom, vokalharmoni och stadieväxling. Dessa kännetecken förklaras utförligare i det följande.

### Fonologi
I de flesta finsk-ugriska språk ligger betoningen på första stavelsen. Undantag är främst moksja-varieteten av mordvinskan, mariskan, de permiska språken utom komi, samt de samojediska språken.

#### Vokalharmoni och vokalassimilation
Vokalharmoni är en suffixvokals kvalitativa avhängighet av rotvokalen, i vidare mening kvalitativ anpassning mellan vokalerna i ett ord. Båda är vitt utbredda i de finsk-ugriska språken. Det är omstritt om det rör sig om ett protouraliskt kännetecken. Det kan röra sig om inflytande från turkspråk. Suffixvokalen rättar sig efter rotvokalens kvalitet. I detta sammanhang bildar /a, o, u/ å ena sidan och /ä, ö, y/ å andra sidan skilda klasser:
Exempel från finskan:
- talo "hus", talo-ssa "i huset"
- kynä "fjäder eller penna", kynä-ssä "i fjädern eller i pennan"

Från ungerskan:
- asztal "bord", asztal-ok "bord" (plural)
- szem "öga", szem-ek "ögon"

Liknande regler gäller inte bara i finskan och ungerskan, utan i vissa dialekter av mordvinskan, mari och de ob-ugriska språken. I andra finsk-ugriska språk saknas dock vokalharmonin helt.
Strängt taget ska vokalassimilation skiljas från vokalharmoni. Exempelvis assimileras obetonat suffix-e i finskan till den föregående vokalen.
- talo+hen >	taloon "in i huset" (h-et bortfaller dessutom)[29]
- talo+i+hen > taloihin "in i husen"

I ungerskan assimileras suffixvokalen i ändelsen -hez kvalitativt (i sin rundning) till den föregående vokalen:
- ház-hoz "till huset"
- kéz-hez "till handen"
- betű-höz "till bokstaven"

#### Stadieväxling
Stadieväxling innebär att en klusil i början av en öppen stavelse ändras om stavelsen blir sluten på grund av ordböjning eller avledning.
Stadieväxling är främst en samisk-finsk företeelse; det finns även i andra uraliska språk, men det är möjligen inte fråga om ett arv från ett urspråk, utan självständiga utvecklingar i skilda språkgrenar.
Företeelsen exemplifieras här med finsk stadieväxling. I fornfinska var stadieväxling strukturellt enkel: långa klusiler blev korta, och korta klusiler blev homorgana tonande frikativor. Långa ljud betecknas med dubbelskrivning i finska, och korta med enkelskrivning. I denna lista läggs genitivändelsen ‑n till på exempelorden för att visa den stadieväxling som sker när andra stavelsen i exempelorden blir sluten:
| kk ＞ k | kukka : kukan   | ”blomma” |
| pp ＞ p | lippu : lipun   | ”flagga” |
| tt ＞ t | katto : katon   | ”tak”    |
| k ＞ ɣ  | jalka : *jalɣan | ”fot”    |
| p ＞ β  | leipä : *leiβän | ”bröd”   |
| t ＞ ð  | sota : soðan    | ”krig”   |

Det så kallade ”starkstadiet” står till vänster om kolon och ”svagstadiet” till höger, som i kukka : kukan. Symbolerna ɣ, β, och ð förklaras i Internationella fonetiska alfabetet. Fenno-ugristiken har traditionellt det egna Uraliska fonetiska alfabetet som har symbolen ẟ istället för ð.
På grund av ljudutvecklingar och assimilationer ändrades de korta klusilernas stadieväxling betydligt, enligt tabellen nedan. Märk att ovanstående tabells tre sista rader bara visar de korta klusilernas utveckling till ett förhistoriskt eller tidighistoriskt stadium, medan nedanstående tabell för fram utvecklingen till nufinskan:
| k ＞ ɣ ＞ 0                                     | jalka : *jalɣan ＞ jalan                                                                     | ”fot”                 |
| p ＞ β ＞ v                                     | leipä : *leiβän ＞ leivän                                                                    | ”bröd”                |
| t ＞ ð ＞ l/r/d                                 | sota : soðan ＞sodan (i standardfinska)                                                      | ”krig”                |
| lt, rt, nt ＞ lð, rð, nd ＞ ll, rr, nn          | ilta : *ilðan ＞ illan; virta : *virðan ＞ virran; ranta : *randan ＞ rannan                 | ”kväll; fors; strand” |
| mp ＞ mb ＞ mm                                  | rampa ＞ *ramban ＞ ramman                                                                   | ”lam”                 |
| ŋk ＞ ŋg ＞ ŋŋ                                  | saŋka ＞ *saŋgan ＞ saŋŋan (stavas sangan)                                                   | ”handtag”             |
| lke, rke, hke ＞ lɣe, rɣe, hɣe ＞ lje, rje, hje | jälki (fornfinska *jälke) : *jälɣen ＞ jäljen; järki (fornfinska *järke) : *järɣen ＞ järjen | ”spår; förnuft”       |
| uku ＞ uɣu ＞ uvu (även yky ＞ yɣy ＞ yvy)      | suku : *suɣun ＞ suvun                                                                       | ”släkt”               |

Tabellen visar bara utvecklingen av de tre ljuden k, p och t; det stora antalet exempel beror på det stora antalet specialfall, där k, p och t står tillsammans med andra ljud.
Det systembrytande standardfinska d‑ljudet är ett läsuttal, som kommer av den gamla stavningen sodhan för det frikativa ljudet; dialekter har soran, solan och dylikt.

### Agglutinativ morfologi
De finsk-ugriska språken använder agglutination i bildning av former av nomen och verb. Varje morfem (ordbildningselement) motsvarar då entydigt ett betydelsekännetecken (till exempel kasus, numerus, tempus eller person) och de enskilda morfemen radas omedelbart efter varandra.
Ett exempel är finska taloissani (”i mina hus”), som innehåller dessa morfem:
| Morfem     | talo- | -i-      | -ssa- | -ni  |
| Betydelser | hus   | pluralis | i     | mina |

Redan protofinsk-ugriskan var ett agglutinerande språk. Ändå finns det få gemensamma morfologiska markörer i de nutida finsk-ugriska språken. De flesta kasussuffixen, pluralmärkena och verbändelserna är innovationer, som har bildats oberoende av varandra i de enskilda finsk-ugriska språken. Denna process kan man delvis fortfarande följa historiskt, som vid bildningen av de ungerska kasussuffixen ur deras fornungerska föregångare. I motsats till indoeuropeiskan kan man därmed inte rekonstruera någon omfattande gemensam morfologi för finsk-ugriskan, som man skulle kunna kalla protofinsk-ugrisk. Detta har lett till frågan om man över huvud taget kan använda den "jämförande historiska metoden" på de finsk-ugriska språken (Marcantonio 2002).

### Nominalbildning

#### Kasus
Nomens kasus bildas i finsk-ugriska språk uteslutande med suffix, inte med prefix. Attribut, demonstrativpronomen och räkneord visade ursprungligen ingen kongruens i kasus och numerus med det nomen som de bestämmer.
- Ungerska: a négy nagy ház-ban "i de fyra stora husen"

(a bestämd artikel, négy "fyra", nagy "stor", endast substantivet ház böjs, här med lokativändelsen -ban.)
Den finsk-samiska gruppen har dock gått över till kongruens, under inflytande från dess indoeuropeiska omgivning, som följande exempel från finskan visar: 
- pieni poika "liten pojke"
- piene-t poja-t "små pojkar" (plural pojat med stadieväxling)
- neljä-ssä iso-ssa talo-ssa "i de fyra stora husen" (med vokalharmoni i lokativändelsen -ssa)

Protouraliskan hade åtminstone nominativ (omarkerad), ackusativ, ablativ, lokativ och lativ (riktningskasus). Detta protouraliska kasus betecknas som "primärkasus", och alla nybildningar i enskilda moderna språk som "sekundära kasus". Antalet kasus i de moderna finsk-ugriska språken varierar från tre i chantiskan, sex i de samiska språken, 15 i finskan och 18 i ungerskan. Följande tabell visar några typiska kasusbildningar i tre finsk ugriska språk:
| Finska     | Komi         | Ungerska   | Kasus   | Svenska       |
| ---------- | ------------ | ---------- | ------- | ------------- |
| talo-ssa   | kerka-yn     | ház-ban    | Lokativ | i huset       |
| talo-i-ssa | kerka-yas-yn | ház-ak-ban | Lokativ | i husen       |
| talo-sta   | kerka-ýs     | ház-ak-ból | Ablativ | från/ur huset |

I beskrivningen av de moderna språken har de sekundära riktningskasusen andra benämningar. Kasusen som markeras med ‑ssa och ‑sta i de finska exemplen benämns inessiv och elativ.
Som redan dessa få exempel visar är de flesta kasussuffixen – här i exemplet för lokativ och ablativ – uppenbart inget gemensamt finsk-ugriskt arvegods, utan har bildats först individuellt i senare språk.

#### Protofinsk-ugriska primärkasus
Följande tabell visar de finsk-ugriska kasusändelser, som betraktas som protouraliska gemensamheter i uralistiken. De har idag – med undantag för den ändelselösa nominativen, genitiven och ackusativen – endast en perifer betydelse i de moderna finsk-ugriska språken. Ändå har många "moderna" kasussuffix bildats ur dem.
Protofinsk-ugriska primärkasus efter Hajdú 1987 och Marcantonio 2002
| Nr | Kasus         | Suffix   | Betydelse      | nutida utbredning och spår                                               |
| -- | ------------- | -------- | -------------- | ------------------------------------------------------------------------ |
| 1  | Nominativ     | -Ø       | vem eller vad? | gemensam finsk-ugrisk                                                    |
| 2  | Genitiv       | -n       | vems?          | finska, samiska, mari, mordvinska                                        |
| 3  | Ackusativ     | -m       | vem eller vad? | samiska, mari, mansi                                                     |
| 4  | Lokativ I     | -na /-nä | var?           | vitt utbredd som formant av nya kasus                                    |
| 5  | Lokativ II    | -t       | var? (FU)      | mansi, spår i ungerska                                                   |
| 6  | Ablativ       | -ta/ -tä | varifrån?      | endast spår; utvecklat till partitiv i östersjöfinska språk              |
| 7  | Lativ I/Dativ | -ŋ/ -n   | vart?          | mansi, mordvinska                                                        |
| 8  | Lativ II      | -k       | vart?          | Spår i samiska, ingriska; som slutaspiration i finska första infinitiven |

Abondolo 1998 visar väsentligen samma schema som Hajdú, men sammanfattar några av de formanter som är likartade. Marcantonio 2002 utökar denna lista till två lativ /-a, -ä/ och /-s/ och en ablativ /-l/, vilka dock endast är företrädda i enskilda undergrupper av finsk-ugriskan. Det bör beaktas att nästan alla konsonantiska formanter för finsk-ugriska primärkasus förekommer även i eurasiska språk som inte är finsk-ugriska i samma eller en likartad funktion.

#### Sekundära finsk-ugriska kasus
De flesta kasusändelserna i de moderna finsk-ugriska språken är inte ärvda från ett gemensamt protospråk, utan nybildningar i enskilda språk. Det finns i huvudsak två processer för detta. För det första användning av primära formantier till att bilda komplexare nybildningar, för det andra användning och omformning av nomen till postpositioner och slutligen till kasusändelser. Båda processer ska visas med några exempel.
Så har i finskan följande kasus bildats ur primära formantier med lokativa funktioner * /-s/, /-na/, /-ta/, /-l/ och /-n/ :
| Kasus   | Exempel  | Betydelse               | Suffix | uppkommet ur |
| ------- | -------- | ----------------------- | ------ | ------------ |
| Inessiv | kala-ssa | i det inre av fisken    | -ssa   | < * -s-na    |
| Elativ  | kala-sta | från det inre av fisken | -sta   | < * -s-ta    |
| Adessiv | kala-lla | på fisken               | -lla   | < * -l-na    |
| Ablativ | kala-lta | bort från fisken        | -lta   | < * -l-ta    |

Artikeln finska ger en omfattande översikt över det finska kasusschemat. Från ungerskan kommer följande exempel för användning och omgestaltning av substantiv till postpositioner och kasusmärken:
| postposition           | betydelse                    | härstammar från    | betydelse           |
| ---------------------- | ---------------------------- | ------------------ | ------------------- |
| ala-tt, al-á, al-ól    | under, inunder, underifrån   | < ural. *ala       | utrymme under något |
| mögö-tt, mög-é, mögü-l | bakom, till bakom, bakifrån  | < finsk-ugr. *miŋä | plats bakom något   |
| közö-tt, köz-é, közü-l | mellan, in mellan, ut mellan | < ungar. köz       | mellanrum           |

#### Possessivändelser
De finsk-ugriska språken uttrycker tillhörighet till en person (på svenska "min", "din" etc.) genom possessivsuffix. Samma ändelser används ofta även för konjugation av verb (se nedan). Följande tabell visar de rekonstruerade protouraliska formerna och possessivsuffix i finskan och ungerskan.
Possessivsuffix i finsk-ugriska språk
| Num.   | Pers. | Proto uraliska | Finskt possessivsuffix | Ungerskt possessivsuffix               |
| ------ | ----- | -------------- | ---------------------- | -------------------------------------- |
| Sing.  | 1     | *-m            | -ni                    | -m, -am, -em, -om, -öm                 |
|        | 2     | *-t            | -si                    | -d, -ad, -ed, -od, -öd                 |
|        | 3     | *-s(V)         | -nsa/-nsä              | -a, -e, -ja, -je                       |
| Plural | 1     | *-m+PL         | -mme                   | -nk, -unk, -ünk                        |
|        | 2     | *-t+PL         | -nne                   | -tek, -tok, -atok, -etek, -otok, -ötök |
|        | 3     | *-s+PL         | -nsa/-nsä              | -uk, -juk, -jük                        |

#### Nominalkedjor
Komplexare nominalfraser (nominalkedjor) bildas i de finsk-ugriska språken efter mycket olikartade principer, men reglerna för detta är fasta i varje språk. Som exempel ska här åter finskan anges. Det ovan nämnda ordet taloissani har denna struktur: ordstam + [pluralmärke] + kasusmärke + [possessivmärke].
- Finska: talo-i-ssa-ni

hus-PLURAL-INESSIV-POSS 1.sg.
hus-flera-i-mitt (bokstavligen)
"i mina hus"
- Finska: talo-i-sta-si "ur dina hus"

För alla finsk-ugriska språk gäller vid possessivkonstruktioner ordningsföljden 'ägare före det ägda':
- Finska: isä-n talo "faders hus", "faderns hus"
- Ungerska: János ház-a "Janos hus"

### Verbbildning
I finsk-ugriska verb finns dessa grammatiska kategorier: 
- Tempus-aspekt: Presens-futurum ("icke-dåtid"), avslutat presens-futurum och dåtid (imperfekt, perfekt, pluskvamperfekt)
- Modus: Indikativ, imperativ och konditionalis-potentialis
- Person: 1:a, 2:a och 3:e person
- Numerus: Singular och plural

Diateserna (aktivum, passivum, medium) är ingen kategori som gäller för alla finsk-ugriska språk. Konstruktioner med hjälpverb har – till exempel i finskan – uppstått först under inflytande från germanska språk. 
Några exempel på verbbildning från finskan: 
Det finska verbet laulaa "sjunga" i presens indikativ:
| Person | Singular |                         | Plural    |            |
| ------ | -------- | ----------------------- | --------- | ---------- |
| 1      | laula-n  | jag sjunger             | laula-mme | vi sjunger |
| 2      | laula-t  | du sjunger              | laula-tte | ni sjunger |
| 3      | laula-a  | han/hon/den/det sjunger | laula-vat | de sjunger |

Imperfekt bildas genom presensstam + i + personändelse. Det förekommer kontraktioner och assimilationer, till exempel 
- tule-i-n > tul-i-n ”jag kom”
- saa-i-n > sai-n ”jag fick”
- laula-i-n > laulo-i-n ”jag sjöng”
- laula-i > laulo-i ”han, hon, den, det sjöng”

Perfekt och pluskvamperfekt konstrueras med det konjugerade hjälpverbet ole + perfekt particip laula-nut:
- ole-n laula-nut "jag har sjungit"
- ol-i-n laula-nut "jag hade sjungit"[44]

Genom infogning av -isi- mellan verbstam och ändelse markeras konditionalis:
- puhu-isi-n "jag skulle tala"[45]

### Negativ-verb
Negation uttrycks med ett konjugerbart negativ-verb, jämförbart med omskrivningen i engelskan I do not go. Till exempel i finskan: 
- mene-n "jag går"
- e-n mene "jag-gör-inte gå" (bokstavligt) → "jag går inte"

- mene-t "du går"
- e-t mene "du går inte"[46]

Skenbart består ett sammansatt verb som en mene av det böjda negativverbet och verbstammen mene‑, men i slutet av mene finns den ortografiskt icke utskrivna slutaspirationen, som är en rest av ett förutvarande presensmorfem. Detta fornfinska presensmorfem var ‑k, så En meme hette *En menek. Slutaspirationen visar sig idag som geminering (fördubbling) av efterföljande konsonant eller glottal klusil (fonetisk symbol ʔ) före efterföljande vokal:
- En mene ssaunaan. ”Jag går inte in i bastun.” (skrivs En mene saunaan.)
- En mene ʔOsloon. ”Jag far inte till Oslo.” (skrivs En mene Osloon.)

### Omskrivning för ”ha”
"Ha" uttrycks genom "vara" med ett lokativt kasus.
- Finska: isä-llä on talo "fader-hos är hus" (bokstavligt) → ”far har ett hus”; ”isä” står i det lokativa kasuset adessiv med ändelsen -llä.[48]

- Ungerska: János-nak van egy ház-a "Janos har ett hus"

(här dessutom en tillbakasyftning på ägaren genom possessivändelsen -a)

### Ordföljd
Den ursprungliga finsk-ugriska grundordföljden i satsen är SOV (subjekt-objekt-predikatsverb). Den är fortfarande regel i de ob-ugriska språken, och vanlig, om än inte obligatorisk, i de centrala finsk-ugriska språken i Ryssland och i ungerskan. I de östersjöfinska språken har den förändrats till ordföljden SVO, troligen under inflytande från indoeuropeiska språk.